# Couronne (1861)

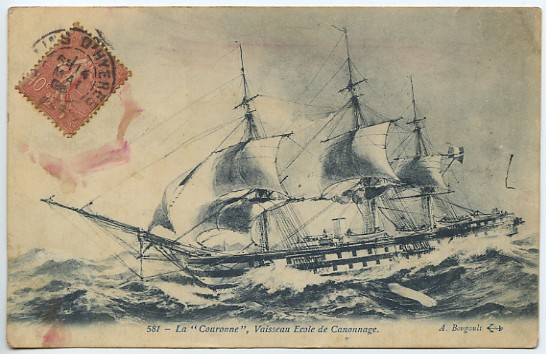

«Корона» (фр. La Couronne) — французский батарейный броненосец, первый в мире железный броненосец по времени закладки. Из-за задержек введён в эксплуатацию позже английского «Warrior».

## История
«Корона» была заложена в один день с «Глуар». По сути дела, она была возвращением к исходному проекту броненосца с железным корпусом, созданному Дюпуи де Ломом, который Наполеон III отверг в пользу более дешёвого «Глуар». Постройка корабля задержалась из-за переработки чертежей и слабости французской промышленности (не имевшей никакого опыта изготовления железных корпусов), в результате корабль вступил в строй позднее британского «Уорриора».

## Конструкция
Проект корабля почти полностью повторял La Gloire, сохраняя все его недостатки, вроде чрезмерно огромных орудийных портов. Но было важное отличие: в то время как предшествующие броненосцы были деревянными кораблями, обшитыми бронёй, «Корона» была целиком изготовлена из железа. Фактически, по конструкции корпуса она являлась стандартным двухдечным быстроходным винтовым линкором класса Napoléon, но сделанным не из дерева, а из железа.

### Бронирование
Полное водоизмещение корабля составляло 5938 тонн. Его корпус был полностью забронирован коваными железными плитами от ватерлинии и до верхней палубы. Броня имела тщательно продуманную подкладку: плиты толщиной от 80 до 100 миллиметров укладывались на четырехдюймовый слой тиковых досок, подкреплённый 25-миллиметровыми железными пластинами, которые, в свою очередь, опирались на 280 миллиметров тиковых досок, лишь за которыми находился железный набор корпуса. Считалось, что такая конструкция пояса лучше защищает от отлетающих при ударе снаряда щепок. Верхняя палуба была подкреплена листами 25-миллиметрового железа.

### Вооружение
Вооружение корабля на момент ввода в строй состояло из десяти 55-фунтовых гладкоствольных орудий и тридцати 164-миллиметровых нарезных пушек. За время службы корабль перевооружался несколько раз: дульнозарядные орудия сменяли казнозарядными, гладкоствольные — нарезными. Последний вариант вооружения включал восемь 234-миллиметровых 19-калиберных орудий и четыре 194-миллиметровые пушки, дополненные лёгкими противоминными пулемётами на верхней палубе.

### Силовая установка
В движение корабль приводился паровой машиной мощностью в 2900 л. с. Восемь овальных котлов давали достаточно пару для поддержания 12,5-узлового полного хода. Как и все французские океанские броненосцы того времени, он нёс полное парусное вооружение.

## Служба
«Корона» вступила в строй в 1862 году. Она была прикомандирована к Атлантическому Эскадрону, базировавшемуся на Шербур. В 1864 году «Корона» эскортировала рейдер конфедератов «Алабаму» за пределы французских территориальных вод перед боем со шлюпом северян «Кирсардж».
В начале франко-прусской войны «Корона» находилась на Средиземном море, в составе Средиземноморской эскадры сопровождая транспорты, перевозившие войска из Алжира в Тулон. Когда стало ясно, что немецкая эскадра (которая, как предполагалось, может совершить попытку нанести удар по французским коммуникациям в Средиземном Море) блокирована в Вильгельмсхафене, и что Испания не выступит на стороне Германии, восемь броненосцев Средиземноморской эскадры, включая «Корону», были направлены в Северное море. Под командованием адмирала Фуришона эскадра крейсеровала около Гельголанда с августа по октябрь, после чего вернулась в Дюнкерк.
В 1885 году «Корону» переоборудовали в учебно-артиллерийский корабль, демонтировав броню и переделав верхнюю часть корпуса. Корабль получил дополнительную батарейную палубу, и приобрёл полное внешнее сходство с небронированным парусно-винтовым линкором. Пушки её были заменены различными образцами современной артиллерии разных калибров, для тренировки канониров.
В 1908 году броненосец был окончательно разоружён и переделан в плавучую казарму. Разобран на металл в середине 1930-х годов.